# Engoulevent musicien
Caprimulgus pectoralis
Espèce
Statut de conservation UICN

 LC  : Préoccupation mineure
L'Engoulevent musicien (Caprimulgus pectoralis) est une espèce d'oiseaux de la famille des Caprimulgidae.

## Répartition
Son aire s'étend à travers l'Afrique subsaharienne (rare en Afrique australe et la corne de l'Afrique).